# Dorotea di Lorena
Dorotea di Lorena (Deneuvre, 24 maggio 1545 – Nancy, 2 giugno 1621) era per nascita un membro del Casato di Lorena.

## Biografia
Era l'ultimogenita di Francesco I di Lorena, e di sua moglie, Cristina di Danimarca. I suoi nonni paterni erano Antonio di Lorena e Renata di Borbone-Montpensier e i suoi nonni materni erano Cristiano II di Danimarca e Isabella d'Asburgo.
Dorotea è stato chiamata in onore della zia materna. Nacque storpia o zoppa, causa che venne attribuito allo stress della madre durante la gravidanza (suo padre morì un mese dopo la sua nascita, il 12 giugno 1545).
Dorotea è stata descritta come una persona di un certo fascino. Aiutò il fratello Carlo a progettare i giardini terrazzati, ornati da fontane e aranceti, nel recinto del palazzo ducale. Partecipò al matrimonio tra il re di Francia e Luisa di Lorena-Vaudémont a Reims nel 1573.

### Matrimoni

#### Primo Matrimonio
Il 26 novembre 1575, a Nancy, sposò Eric II di Brunswick-Lüneburg, un vecchio amico di famiglia e rimasto vedovo da uno sfortunato matrimonio con una principessa di Sassonia. Nel 1578, seguì il marito nella sua spedizione di guerra per sostenere Don Giovanni d'Austria a Namur. Lo stesso anno, Eric è stato impiegato da Filippo II di Spagna nel suo tentativo di conquistare il Portogallo. Dorotea visse alla corte spagnola, ed è diventata un'intima amica del re.
Nel 1582, Dorotea convinse Granvelle a raccomandare Eric alla carica di viceré di Napoli. Tuttavia, morì nel 1584. La coppia non ebbe figli.
Nello stesso 1584, Dorotea, che era molto devota verso un'antica statuetta raffigurante Maria col Bambino, la affidò al suo confessore, il gesuita Rafael Fabrica, perché la facesse mettere al sicuro in Italia, nel timore che l'iconoclastia dilagante a causa della Riforma protestante la potesse portare a distruzione. Poiché il Fabrica era di origini forlivesi, la statua pervenne a Forlì, dove oggi è conservata e venerata nella Chiesa del Corpus Domini col nome di Madonna di Germania.
Dopo la morte di Eric, Dorotea andò dalla madre a Tortona. Nel 1589, ha incontrato la nipote Cristina di Lorena a Lione e la scortò al suo matrimonio con il Granduca di Toscana a Marsiglia.

#### Secondo Matrimonio
Nel 1597 sposò un nobile francese, Marc de Rye de la Palud, marchese de Varambon, conte de la Roche e de Villersexel, che morì un anno dopo, nel dicembre del 1598. Nel 1608 tornò in Lorena a curare suo fratello sul letto di morte.

### Morte
Rimase in Lorena per il resto della sua vita, morendo a 76 anni il 2 giugno 1621. Fu sepolta nella Chiesa dei Cordeliers a Nancy.

## Ascendenza
|                               |                       |                                 | Genitori                        |  |  | Nonni |  |  | Bisnonni            |  |  | Trisnonni                |  |
|                               |                       |                                 |                                 |  |  |       |  |  | Renato II di Lorena |  |  | Federico II di Vaudémont |  |
|                               |                       |                                 |                                 |  |  |       |  |  | Renato II di Lorena |  |  | Federico II di Vaudémont |  |
|                               |                       | Iolanda d'Angiò                 |                                 |  |  |       |  |  | Renato II di Lorena |  |  |                          |  |
| Antonio di Lorena             |                       |                                 |                                 |  |  |       |  |  | Renato II di Lorena |  |  |                          |  |
|                               |                       | Filippina di Gheldria           | Adolfo di Egmond                |  |  |       |  |  |                     |  |  |                          |  |
|                               |                       | Filippina di Gheldria           | Adolfo di Egmond                |  |  |       |  |  |                     |  |  |                          |  |
|                               |                       | Filippina di Gheldria           | Caterina di Borbone-Clermont    |  |  |       |  |  |                     |  |  |                          |  |
| Francesco I di Lorena         |                       | Filippina di Gheldria           |                                 |  |  |       |  |  |                     |  |  |                          |  |
|                               |                       | Gilberto di Borbone-Montpensier | Luigi I di Montpensier          |  |  |       |  |  |                     |  |  |                          |  |
|                               |                       | Gilberto di Borbone-Montpensier | Luigi I di Montpensier          |  |  |       |  |  |                     |  |  |                          |  |
|                               |                       | Gilberto di Borbone-Montpensier | Gabriella di La Tour d'Auvergne |  |  |       |  |  |                     |  |  |                          |  |
| Renata di Borbone-Montpensier |                       | Gilberto di Borbone-Montpensier |                                 |  |  |       |  |  |                     |  |  |                          |  |
|                               |                       | Chiara Gonzaga                  | Federico I Gonzaga              |  |  |       |  |  |                     |  |  |                          |  |
|                               |                       | Chiara Gonzaga                  | Federico I Gonzaga              |  |  |       |  |  |                     |  |  |                          |  |
|                               |                       | Chiara Gonzaga                  | Margherita di Baviera           |  |  |       |  |  |                     |  |  |                          |  |
| Dorotea di Lorena             |                       | Chiara Gonzaga                  |                                 |  |  |       |  |  |                     |  |  |                          |  |
|                               | Giovanni di Danimarca | Cristiano I di Danimarca        |                                 |  |  |       |  |  |                     |  |  |                          |  |
|                               | Giovanni di Danimarca | Cristiano I di Danimarca        |                                 |  |  |       |  |  |                     |  |  |                          |  |
|                               | Giovanni di Danimarca | Dorotea di Brandeburgo          |                                 |  |  |       |  |  |                     |  |  |                          |  |
| Cristiano II di Danimarca     | Giovanni di Danimarca |                                 |                                 |  |  |       |  |  |                     |  |  |                          |  |
|                               |                       | Cristina di Sassonia            | Ernesto di Sassonia             |  |  |       |  |  |                     |  |  |                          |  |
|                               |                       | Cristina di Sassonia            | Ernesto di Sassonia             |  |  |       |  |  |                     |  |  |                          |  |
|                               |                       | Cristina di Sassonia            | Elisabetta di Baviera           |  |  |       |  |  |                     |  |  |                          |  |
| Cristina di Oldenburg         |                       | Cristina di Sassonia            |                                 |  |  |       |  |  |                     |  |  |                          |  |
|                               |                       | Filippo I di Castiglia          | Massimiliano I d'Asburgo        |  |  |       |  |  |                     |  |  |                          |  |
|                               |                       | Filippo I di Castiglia          | Massimiliano I d'Asburgo        |  |  |       |  |  |                     |  |  |                          |  |
|                               |                       | Filippo I di Castiglia          | Maria di Borgogna               |  |  |       |  |  |                     |  |  |                          |  |
| Isabella d'Asburgo            |                       | Filippo I di Castiglia          |                                 |  |  |       |  |  |                     |  |  |                          |  |
|                               |                       | Giovanna di Castiglia           | Ferdinando II d'Aragona         |  |  |       |  |  |                     |  |  |                          |  |
|                               |                       | Giovanna di Castiglia           | Ferdinando II d'Aragona         |  |  |       |  |  |                     |  |  |                          |  |
|                               |                       | Giovanna di Castiglia           | Isabella di Castiglia           |  |  |       |  |  |                     |  |  |                          |  |
|                               |                       | Giovanna di Castiglia           |                                 |  |  |       |  |  |                     |  |  |                          |  |